# صنكيست (مشروب غازي)
صنكيست (بالإنجليزية: Sunkist) هو نوع من المشروبات الغازية بنكهة البرتقال وعصير الليمون والتي بدأت في عام 1979.
بدأت Sunkist كترخيص من Sunkist Growers إلى شركة General Cinema Corporation صاحب حقوق بيبس كولا المشهورة. فكرة المشروب من مار؛ ستيفنز الذي ابتكر الشراب بناء عن دراسة بحثية حول حاجة السوق إلى شراب البرتقال بسبب وجود كوكا كولا فانتا.
بعد البحث واسعة النطاق والتطوير خلال 1977 و 1978 في وقت مبكر، الذي أجرى بحوثا كان على واللون وكربونات مستويات الذوق، أدلى Sunkist مقدمة الكبرى في نيويورك الامتياز إلى كولا تعبئة شركة كوكا في نيويورك، حيث إدوارد وأو يا وكان رايلي الرئيس.
في أواخر 1984، تم بيع Sunkist للمشروبات الغازية لديل مونتي. من أواخر 1986 حتى عام 2008، أنتجت كادبوري شويبس بموجب ترخيص من خلال شركة كادبوري شويبس الأمريكتين التابعة لها المشروبات. في المنطقة العربية تسوق الشركة الكويتية للمرطبات في الكويت منتجات شركة Sunkist حيث تنتج العصير والمشروبات الغازية.

## المكونات
أستراليا (عبوة 375 مل):
- المياه الغازية
- سُكَّر
- احماض غذائية (E330)
- نكهات
- مواد حافظة (E211)
- الوان (E110)

كندا (عبوة 355 مل):
- مياه غازية
- سكر / جلوكوز، فركتوز
- مركز عصير البرتقال
- حامض الستريك
- نشا الذرة معدل
- بنزوات الصوديوم
- سوربات البوتاسيوم
- سكروز
- سيترات الصوديوم
- الوان
- نكهة طبيعية
- حَمْضُ الأسكوربيك

الولايات المتحدة (عبوة 20 أوقية على شكل زجاجة):
- مياه غازية
- شراب الذرة عالي الفركتوز و/ أو السكر
- حَمْضُ السِّتريك
- بنزوات الصوديوم (حافظة)
- الأغذية المعدلة والنشا
- النكهات الطبيعية
- كافيين
- الجلسرين استر من الخشب الصنوبري
- حمض الأسكوربيك (مواد حافظة)
- صفراء 6
- الأحمر 40

## أشكال مختلفة
النكهات:
- Sunkist (البرتقال)
- Sunkist (البرتقال)
- Sunkist شراب الليمون
- Sunkist {0}شراب الليمون{/0}
- Sunkist الفراولة
- Sunkist الخوخ
- Sunkist العنب
- الفواكه الصيفية Sunkist
- Sunkist الاستوائية
- Sunkist الأناناس
- Sunkist فاكهة البنش
- Sunkist Limeade الكرز
- Sunkist Float
- Sunkist فيوجن للطاقة الشمسية (2010)
- Sunkist حمضيات الانصهار (2010)

## الشعارات
- «الاهتزازات جيدة.» (1978 - 1980s في وقت مبكر)
- «إحساس البرتقال في الداخل». (2007-2010)
- «كن رئيس الشمس» 1989 -- [حتى الاّن]

## وصلات خارجية
- Sunkist الموقع الرسمي
- المشروبات العالم—الدولة لصناعة '06
- المشروبات العالم—الدولة لصناعة '07
- المشروبات العالم—الدولة لصناعة '08
- المشروبات العالم—الدولة لصناعة '09
- المشروبات العالم—الدولة لصناعة '10
- Sunkist عرض المسابقة نسخة محفوظة 1 مارس 2010 على موقع واي باك مشين.

قالب:Dr Pepper Snapple brands
قالب:Citrus sodas
قالب:Grape sodas